# Bricqueville
Bricqueville é uma comuna francesa na região administrativa da Normandia, no departamento Calvados. Estende-se por uma área de 6,82 km². Em 2010 a comuna tinha 173 habitantes (densidade: 25,4 hab./km²).

## População[2]
| Ano  | População | %      |
| ---- | --------- | ------ |
| 1962 | 234       | -      |
| 1968 | 216       | −7.7%  |
| 1975 | 183       | -15.3% |
| 1982 | 129       | -29.5% |
| 1990 | 116       | -10.1% |
| 1999 | 110       | -5.2%  |
| 2008 | 134       | +21.8% |